# Anna Koźmińska
Anna Helena Koźmińska (ur. 22 maja 1919 w Radomsku, zm. 24 marca 2021 w Warszawie) – polska Sprawiedliwa wśród Narodów Świata.

## Życiorys
Anna Koźmińska (zwana Hanką) mieszkała w Częstochowie. Jej ojciec walczył w Legionach, był wyróżniony Virtuti Militari. Ojciec, matka, brat i babcia Koźmińskiej zmarli na gruźlicę. Wychowywała ją macocha, Maria z Hoffmanów.
Podczas okupacji niemieckiej pracowała jako sekretarka w drukarni. Dorabiała, handlując żywnością. Jesienią 1942 wraz z macochą wzięły pod opiekę ośmioletniego Abrahama Jabłońskiego (znany wtedy jako Bogdan Bloch), który wydostał się z częstochowskiego getta. Mimo „złego wyglądu” chłopiec normalnie funkcjonował poza gettem, pełnił nawet funkcję ministranta na Jasnej Górze. Mieszkał z kobietami przy ulicy Wieluńskiej. Koźminskie przez pewien czas ukrywały także dalekiego krewnego Jabłońskich: Rubinsteina wraz ze znajomą Rita oraz jej matką Stefą. W styczniu 1945 po Abrama zgłosiła się Fela, żona stryja Abrahama. Wzięła dziecko, nie dając mu się pożegnać z Anną Koźmińską, która była wówczas w pracy. Abraham wyjechał do Izraela. Spotkał się ponownie z Koźmińską po 47 latach.
11 lutego 1991 Instytut Jad Waszem uhonorował Koźmińskie tytułem Sprawiedliwych wśród Narodów Świata. 7 października 2016 otrzymała Krzyż Komandorski Orderu Odrodzenia Polski.
Zmarła w wieku 101 lat. W chwili śmierci była najstarszym z Polski Sprawiedliwym wśród Narodów Świata. Spoczęła na cmentarzu Powązkowskim w Warszawie.